# Varanus glebopalma
Varanus glebopalma este o specie de reptile din genul Varanus, familia Varanidae, descrisă de Mitchell 1955. Conform Catalogue of Life specia Varanus glebopalma nu are subspecii cunoscute.